# Liste der Fristen im deutschen Recht
Das deutsche Recht kennt Fristen in verschiedenen Rechtsgebieten und von stark variierender Länge:

## Sofortige Frist
- Annahme des einem Anwesenden gemachten Antrags, § 147 BGB

## 1-Tages-Frist
- Verkürzte Ladungsfrist (24 Stunden) im beschleunigten Strafverfahren, § 418 Abs. 2 StPO

## 2-Tages-Frist
- Höchstfrist für richterliche Entscheidung über Freiheitsentzug, Art. 104 Abs. 2 GG

## 3-Tages-Frist
- Karenzzeit zur Vorlage der Arbeitsunfähigkeitsbescheinigung (Kalendertage), § 5 Entgeltfortzahlungsgesetz
- Stellungnahme Betriebs-, bzw. Personalrat bei außerordentlicher Kündigung (Arbeitstage, § 102 BetrVG, § 79 BPersVG und vergleichbare Landesbestimmungen, z. B. § 74 LPVG NRW)
- Zustellung von Gegenerklärungen vor mündl. Verhandlung im Zivilprozess, § 132 Abs. 2 ZPO
- Ladungsfrist im Zivilprozess, wenn kein Anwalt bestellt ist, § 217 ZPO

## Wochenfrist
- Frist zwischen Ladung und Hauptverhandlung im Strafrecht (§ 217 StPO)
- Rechtsmittel im Strafrecht (Berufung, § 314 StPO, Revision, § 341 StPO)
- Sofortige Beschwerde im Strafprozess, § 311 Abs. 2 StPO
- Anrufung des Gerichtes bei verspätetem Rechtsmittel, § 319 Abs. 2 StPO
- Anhörungsrüge im Strafrecht, § 356a StPO
- Frist für Wiedereinsetzung in den vorigen Stand im Strafprozess (§ 45 StPO)
- Ladungsfrist im Zivilprozess bei Anwaltsbestellung, § 217 ZPO
- Zustellung von Schriftsätzen vor mündlicher Verhandlung im Zivilprozess, § 132 Abs. 1 ZPO
- Klage gegen Entscheidungen des Bundesamtes für Migration und Flüchtlinge über die Ablehnung eines Asylantrags als unzulässig oder offensichtlich unbegründet (§ 74 Abs. 1 Halbsatz 2 i. V. m. § 34a Abs. 2 Satz 1 und 3 bzw. § 36 Abs. 3 Satz 1 und 10 AsylG)
- Rückäußerungsfrist für den Betriebsrat bei personellen Einzelmaßnahmen (§ 99 BetrVG) und ordentlicher Kündigung (§ 102 BetrVG)
- Sperrzeit für das Arbeitslosengeld bei Meldeversäumnis oder bei verspäteter Arbeitsuchendmeldung, § 159 Abs. 6 SGB III

## 10-Tages-Frist
- Frist für die Eingangsbestätigung oder alternativ die formale Nachforderung der zuständigen Ethikkommission an den Sponsor bei einem Antrag auf zustimmende Bewertung einer klinischen Prüfung (§ 8 Abs. 1 GCP-V)

## 2-Wochenfrist
- Widerrufsrecht bei Fernabsatzverträgen, Haustürgeschäften (§ 355 BGB) und Heimverträgen (§ 11 WBVG)
- Eilige Rechtsmittel (Einspruch gegen Strafbefehl, § 410 StPO oder Bußgeldbescheid, § 67 OWiG, sofortige Beschwerde im Zivilprozess, § 569 ZPO und bei einstweiligen Anordnungen im FamFG (§ 63 Abs. 2 FamFG))
- Einspruch gegen ein Versäumnisurteil im Zivilprozess (§ 339 Abs. 1 ZPO)
- Klage gegen Entscheidungen nach dem Asylgesetz über die Ablehnung von Asylanträgen (§ 74 Abs. 1 Halbsatz 1 AsylG), wenn nicht die speziellere Wochenfrist gilt (siehe dort)
- Übliche Frist für Wiedereinsetzung in den vorigen Stand (§ 32 VwVfG, § 27 SGB X, § 18 FamFG, § 60 VwGO) – nach Wegfall des Hindernisses. Achtung: Andere Frist im Strafprozess, im Steuerverfahren und beim Sozialgericht
- Außerordentliche (fristlose) Arbeitsvertragskündigung aus wichtigem Grund (§ 626 Abs. 2 BGB)
- Kündigungsfrist für Arbeitsverträge während der Probezeit, § 622 BGB
- Außerordentliche Kündigung Wohnraum (Halbmonatsfrist, § 573d Abs. 2 BGB)
- Rückäußerung im Personalvertretungsrecht (z. T. 10 Arbeitstage, § 69 BPersVG, nach Landesrecht z. T. 2 Wochen, z. B. § 66 LPVG NRW)
- Sperrzeit bei unzureichenden Eigenbemühungen bei ALG I, § 159 Abs. 5 SGB III
- einstweilige Genehmigung ärztliche Zwangsmaßnahme, § 333 Abs. 2 FamFG
- Zuständigkeitsklärung bei Anträgen auf Leistungen zur Teilhabe für behinderte Menschen (§ 14 Abs. 1 SGB IX)

## 3-Wochenfrist
- Kündigungsschutzklage bei Arbeitsverträgen (§ 4 KSchG)
- Entfristungsklage bei befristetem Arbeitsverhältnis (§ 17 TzBfG)
- Entscheidung über Anträge auf Leistungen zur Teilhabe für behinderte Menschen (§ 14 Abs. 2 SGB IX)

## 4-Wochenfrist
- gesetzliche Kündigungsfrist von Arbeitsverträgen bei Kündigung durch den Arbeitgeber bei unter 2 Jahren Beschäftigungsdauer (§ 622 BGB)
- gesetzliche Kündigungsfrist von Arbeitsverträgen bei Kündigung durch den Arbeitnehmer (§ 622 BGB)
- Terminsnennung für Facharztbehandlung durch Terminservicestelle der kassenärztlichen Vereinigung (§ 75 Abs. 1a SGB V)

## Monatsfrist
- Übliche Frist bei Widersprüchen gegen Behördenbescheide (§ 70 VwGO, § 70 SGG)
- Einspruchsfrist Steuerbescheid (§ 355 AO)
- Übliche Frist bei Klageerhebungen gegen Behörden (§ 74 VwGO, § 87 SGG, § 47 FGO) und Rechtsmitteln (Berufung, § 517 ZPO; Revision, § 548 ZPO; Beschwerde § 63 FamFG)
- Notfrist bei Nichtigkeitsklage (§ 586 ZPO)
- Frist für Wiedereinsetzung in den vorigen Stand im sozialgerichtlichen Verfahren (§ 67 SGG) und nach der Abgabenordnung (§ 110 Abs. 2 AO)
- Kündigungsfrist für den Heimbewohner bei Heimverträgen (§ 11 WBVG)
- gesetzliche Kündigungsfrist von Arbeitsverträgen bei Kündigung durch den Arbeitgeber bei 2 bis zu 5 Jahren Beschäftigungsdauer (§ 622 BGB)
- Widerspruchsfrist für Arbeitnehmer bei Betriebsübergang, (§ 613a Abs. 6 BGB)
- Einreichung der Umsatzsteuer-Voranmeldung in den ersten 2 Geschäftsjahren (§ 18 UStG)

## 30-Tage-Frist
- Frist zur Vorlage von Aufzeichnungen gegenüber der Finanzbehörde über außergewöhnliche Geschäftsvorfälle (§ 90 Abs. 3 Satz 9 AO)

## 5-Wochenfrist
- Abfassungsfrist schriftliches Strafurteil (§ 275 StPO)

## 37-Tages-Frist
- Frist für die zuständige Ethik-Kommission bei einer zum Nachweis der Konformität von Produkten durchgeführten klinischen Prüfung eine Stellungnahme zu einer wesentlichen Änderung abzugeben, sofern sich die Ethik-Kommission nicht zusätzlich durch externe Sachverständige beraten lässt (§ 41 Abs. 3 S. 1 MPDG)

## 6-Wochenfrist
- Frist für Erbausschlagung und Anfechtung der Erbannahme (§§ 1944, 1954 BGB)
- Höchstdauer der Entgeltfortzahlung im Krankheitsfall (Entgeltfortzahlungsgesetz)
- Mutterschutzrechtliches Beschäftigungsverbot vor Entbindung (§ 3 Abs. 1 MuSchG)
- Regelmeldefrist von Arbeitgebern an die Krankenkasse nach der Datenerfassungs- und -übermittlungsverordnung
- Einstweilige Genehmigung freiheitsentziehende Unterbringung, § 333 Abs. 1 FamFG
- Verlängerung ärztliche Zwangsmaßnahme (einstweilige Anordnung), § 333 Abs. 2 FamFG

## 44-Tages-Frist
- Frist für die zuständige Ethik-Kommission bei einer zum Nachweis der Konformität von Produkten durchgeführten klinischen Prüfung eine Stellungnahme zu einer wesentlichen Änderung abzugeben, sofern sich die Ethik-Kommission zusätzlich durch externe Sachverständige beraten lässt (§ 41 Abs. 3 MPDG)

## 8-Wochenfrist
- Mutterschutzrechtliches Beschäftigungsverbot (nach der Entbindung), § 3 Abs. 2 MuSchG

## 2-Monatsfrist
- gesetzliche Kündigungsfrist von Arbeitsverträgen bei Kündigung durch den Arbeitgeber bei 5 bis zu 8 Jahren Beschäftigungsdauer (§ 622 BGB)
- Rückwirkende Befreiungsmöglichkeit vom Rundfunkbeitrag (§ 4 Abs. 4 Rundfunkbeitragsstaatsvertrag)
- Berufungs- und Revisionsbegründung im Zivilprozess, § 520 Abs. 2 ZPO und 551 Abs. 2 ZPO

## 60-Tage-Frist
- Frist zur Vorlage von Aufzeichnungen gegenüber der Finanzbehörde (§ 90 Abs. 3 Satz 8 AO)
- Frist für die zuständige Ethikkommission zur Entscheidung über einen Antrag auf zustimmende Bewertung zur Durchführung einer klinischen Prüfung (§ 42 Abs. 1 AMG, § 8 Abs. 2 S. 1 GCP-V); ggf. verkürzt sich die Frist auf 30 Tage (§ 8 Abs. 3 S. 1 GCP-V)

## 12-Wochenfrist
- Mutterschutzrechtliches Beschäftigungsverbot (nach der Entbindung bei Mehrlingsgeburt), § 3 Abs. 2 MuSchG
- Regelmäßige Sperrzeit bei Arbeitslosengeld I, § 159 SGB III
- Fristenregelung hinsichtlich der Straflosigkeit des Schwangerschaftsabbruchs gem. § 218a Abs. 1 bzw. 3 StGB

## 3-Monatsfrist
- Übliche Kündigungsfrist bei Wohnraummietverträgen (für den Mieter), § 573c BGB
- Außerordentliches Mietkündigungsrecht bei Mieterhöhung, § 561 BGB sowie bei Tod des Mieters, §§ 563 ff BGB
- Erhöhung des Mietentgeltes nach Mitteilung des Vermieters, § 559b BGB
- gesetzliche Kündigungsfrist von Arbeitsverträgen bei Kündigung durch den Arbeitgeber bei 8 bis zu 10 Jahren Beschäftigungsdauer (§ 622 BGB)
- Antragsfrist bei Arbeitszeitverkürzung (§ 8 Abs. 2 TzBfG)
- Arbeitslosmeldung vor Ende des Arbeitsverhältnisses, § 141 SGB III
- Zulassungsfrist für Arzneimittel, § 17 Abs. 1 AMG
- Verlängerung einstweilige Anordnung zur freiheitsentziehenden Unterbringung, § 333 Abs. 1 FamFG
- Beitrittsrecht zur freiwilligen Krankenversicherung, § 9 SGB V
- Entscheidungfrist für Krankenkasse bei Leistungsanträgen (§ 13 Abs. 3a SGB V), in bestimmten Fällen 5 bzw. 6 Monate
- Frist für Untätigkeitsklage gegen Behörden (§ 75 VwGO)
- Frist zur rückwirkenden Rentenantragstellung (§ 99 SGB VI)
- Einreichung der Umsatzsteuervoranmeldung (§ 18 UStG)

## 90-Tage-Frist
- Frist für die zuständige Ethikkommission zur Entscheidung über einen Antrag auf zustimmende Bewertung zur Durchführung einer klinischen Prüfung von somatischen Zelltherapeutika und Arzneimitteln, die gentechnisch veränderte Organismen enthalten (§ 42 Abs. 1 AMG, § 8 Abs. 4 S. 1 GCP-V); sofern für die Bewertung Sachverständige beigezogen oder Gutachten angefordert werden müssen, verlängert sich die Frist auf 180 Tage

## 4-Monatsfrist
- gesetzliche Kündigungsfrist von Arbeitsverträgen bei Kündigung durch den Arbeitgeber bei 10 bis zu 12 Jahren Beschäftigungsdauer (§ 622 BGB)

## 5-Monatsfrist
- gesetzliche Kündigungsfrist von Arbeitsverträgen bei Kündigung durch den Arbeitgeber bei 12 bis zu 15 Jahren Beschäftigungsdauer (§ 622 BGB)

## Halbjahresfrist
- Grundsätzliche Höchstdauer der Untersuchungshaft, § 122 StPO
- Ablauf einer Frist nach Erbfall und nach Behebung des Mangels der Geschäftsfähigkeit (§ 210 BGB)
- Ende der Beweislastumkehr bei Sachmängeln (§ 476 BGB)
- Ersatzansprüche des Vermieters wegen Veränderung oder Verschlechterung der Mietsache (nach Mietvertragsende, § 548 BGB)
- Kündigungsfrist für Vermieter bei Mietverträgen über 5 Jahre, § 573c BGB
- Maximale Dauer einer Probezeit im Arbeitsrecht (§ 622 BGB)
- gesetzliche Kündigungsfrist von Arbeitsverträgen bei Kündigung durch den Arbeitgeber bei 15 bis zu 20 Jahren Beschäftigungsdauer (§ 622 BGB)
- Erbausschlagung bei Tod des Erblassers oder Wohnsitz des Erben im Ausland (§ 1944 BGB)
- Verfolgungsverjährung bei Ordnungswidrigkeiten, für keine längere Frist (s. u.) gilt (§ 31 Abs. 2 OWiG)
- Ausschlussfrist im Tarifrecht des öffentlichen Dienstes, § 37 TVöD
- Bestellung eines vorläufigen rechtlichen Betreuers, § 302 FamFG
- Frist für Untätigkeitsklage gegen Sozialleistungsträger (§ 88 SGG)

## 7-Monatsfrist
- gesetzliche Kündigungsfrist von Arbeitsverträgen bei Kündigung durch den Arbeitgeber bei mehr als 20 Jahren Beschäftigungsdauer (§ 622 BGB)
- Einreichungsfrist für Einkommensteuererklärung beim Finanzamt (nach Ende des Steuerjahres)

## 9-Monatsfrist
- Kündigungsfrist für Vermieter bei Wohnraummietverträgen über 8 Jahre, § 573c BGB

## Jahresfrist
- Besitzstandswahrung für Arbeitnehmer nach Betriebsübergang, (§ 613a Abs. 1 BGB)
- Wiedereinräumung des Besitzes nach der Verübung verbotener Eigenmacht (§ 864 BGB)
- Ansprüche aus gewerblichen Transportverträgen nach § 439 HGB
- Ende der Rechtsmittelfrist bei Verwaltungsakten bei unterbliebener oder falscher Rechtsbehelfsbelehrung (§ 58 Abs. 2 VwGO, § 66 Abs. 2 SGG)
- Verfolgungsverjährung bei Ordnungswidrigkeiten, die mit Geldbuße im Höchstmaß von mehr als 1.000 bis zu 2.500 Euro bedroht sind (§ 31 Abs. 2 Nr. 3 OWiG)
- Festsetzungsverjährung bei Einfuhr- und Ausfuhrabgaben (Art. 221 Abs. 3 Zollkodex 1992)
- Anwartschaftszeit auf Arbeitslosengeld I, § 142 Abs. 1 SGB III
- Verlängerung der Bestellung eines vorläufigen rechtlichen Betreuers, § 302 FamFG
- Bewilligungsdauer bei zahlreichen Sozialleistungen, z. B. ALG 2 (§ 41 Abs. 3 Satz 1 SGB II), Grundsicherung nach SGB XII (§ 44 Abs. 3 Satz 1 SGB XII), Wohngeld (§ 25 Abs. 1 Satz 1 WoGG), Ausbildungsförderung (§ 50 Abs. 3), BAföG, Berufsausbildungsbeihilfe (§ 69 Abs. 1 Satz 2 Alt. 2 SGB III).
- Ausschluss der Wiedereinsetzung in den vorigen Stand seit dem Ende der versäumten Frist (§ 110 Abs. 3 AO, § 32 Abs. 3 VwVfG, § 27 Abs. 3 SGB X)

## 78-Wochenfrist
- Höchstbezugsdauer von Krankengeld (§ 48 Abs. 1 SGB V)

## 2-Jahresfrist
- Mängelansprüche beim Kauf beweglicher Sachen (Gewährleistung, § 438 BGB)
- Mängelansprüche bei Werkleistungen, die auf Herstellung, Wartung oder Veränderung (z. B. Reparatur) einer Sache gerichtet sind (§ 634a Abs. 1 Nr. 1 BGB)
- Ansprüche des Reisenden beim Reisevertrag (§ 651g Abs. 2 BGB).
- Anfechtung der Vaterschaft (§ 1600b Abs. 1 und 3 BGB)
- Höchstdauer von sachgrundlos befristeten Arbeitsverträgen (§ 14 Abs. 2 TzBfG – bei älteren Arbeitnehmern über 52 Jahre 5 Jahre)
- Verfolgungsverjährung bei Ordnungswidrigkeiten, die mit Geldbuße im Höchstmaß von mehr als 2.500 bis zu 15.000 Euro bedroht sind (§ 31 Abs. 2 OWiG)
- Zeitablauf für Disziplinarmaßnahme im Beamtenrecht (Verweis), § 15 BDG

## 3-Jahresfrist
- Regelmäßige Verjährungsfrist im Zivilrecht (§§ 195, 199 BGB), gilt auch für Pflichtteil und Vermächtnisse
- Mängelansprüche bei Werkverträgen (soweit nicht die 2- oder 5-Jahresfrist gilt), (§ 634a Abs. 1 Nr. 3 BGB)
- Mängelansprüche bei Schäden am Transportgut oder bei Verspätungsschäden im Transportvertragsrecht (§ 439 HGB)
- Verfolgungsverjährung bei Straftaten, für die keine längere Frist (siehe unten) gilt (§ 78 StGB)
- Verfolgungsverjährung bei Ordnungswidrigkeiten, die mit Geldbuße im Höchstmaß von mehr als 15.000 Euro bedroht sind (§ 31 Abs. 2 OWiG)
- Anlaufhemmung Steuererklärung (§ 170 Abgabenordnung)
- Zeitablauf für die Disziplinarmaßnahme  Kürzung von Bezügen im Beamtenrecht, § 15 BDG
- Verjährung von Verstößen nach dem Kunsturhebergesetz, § 48 KunstUrhG

## 4-Jahresfrist
- Ansprüche auf Sozialleistungen (Nachgewährung) (§ 44 Abs. 4 SGB X)
- Zahlungsansprüche auf Sozialversicherungsbeiträge (§ 25 SGB IV)

## 5-Jahresfrist
- Mängelansprüche beim Kauf eines Bauwerkes (§ 438 BGB)
- Mängelansprüche beim Werkvertrag bei einem Bauwerk (§ 634a Abs. 1 Nr. 2 BGB)
- Verfolgungsverjährung bei Straftaten, die im Höchstmaß mit Freiheitsstrafen von mehr als einem Jahr bis zu fünf Jahren bedroht sind (§ 78 StGB)
- Verfolgung von Steuerordnungswidrigkeiten (§§ 378 bis 380 AO)
- Verjährung von Dienstvergehen bei Notaren (§ 95a BNotO)
- Festsetzungsfrist bei fahrlässiger Steuerverkürzung (§ 169 Abs. 2 Satz 2 AO)
- Zahlungsverjährung im Steuerrecht (§ 228 AO)
- Absoluter Fristablauf bei Nichtigkeitsklage (§ 586 ZPO)

## 6-Jahresfrist
- Höchstbezugsdauer von Unterhaltsvorschuss (72 Monate), § 3 UVG – entfallen seit 1. Juli 2017

## 7-Jahresfrist
- Zeitablauf für Disziplinmaßnahme im Beamtenrecht (Zurückstufung), § 15 BDG
- Längste Überprüfungsfrist bei der Bestellung eines rechtlichen Betreuers oder eines Einwilligungsvorbehaltes, § 295 Abs. 2 FamFG

## 10-Jahresfrist
- Ansprüche auf Übertragung des Eigentums an einem Grundstück (§ 196 BGB)
- Ende Schadensersatzanspruch (§ 199 Abs. 3 BGB)
- Ausschluss des Rückforderungsanspruchs des Geschenkes bei Verarmung des Schenkers (§ 529 BGB)
- Ersitzen von beweglichen Sachen (§ 937 BGB)
- Ende der Schutzfrist für das Recht am eigenen Bild (nach Tod), § 22 Kunsturhebergesetz
- Verfolgungsverjährung bei Straftaten, die im Höchstmaß mit Freiheitsstrafen von mehr als fünf Jahren bis zu zehn Jahren bedroht sind (§ 78 StGB)
- Festsetzungsfrist bei Steuerhinterziehung (§ 169 Abs. 2 Satz 2 AO)

## 20-Jahresfrist
- Verfolgungsverjährung bei Straftaten, die im Höchstmaß mit Freiheitsstrafen von mehr als zehn Jahren bedroht sind (§ 78 StGB)

## 30-Jahresfrist
- Eigentumserwerb an Immobilien durch Ersitzen (§ 900 BGB)
- Schadensersatzansprüche, die auf der vorsätzlichen Verletzung des Lebens, des Körpers, der Gesundheit, der Freiheit oder der sexuellen Selbstbestimmung beruhen, Herausgabeansprüche aus Eigentum sowie rechtskräftig festgestellte Ansprüche (§ 197 BGB)
- Ansprüche aus unanfechtbaren Verwaltungsakten (§ 53 Abs. 2 VwVfG), § 52 SGB X
- Ansprüche auf Sozialversicherungsbeiträge, wenn vorsätzlich vorenthalten (§ 25 SGB IV)
- Verfolgungsverjährung bei Straftaten, die mit lebenslanger Freiheitsstrafe bedroht sind (§ 78 StGB, Mord verjährt seit 1979 nicht mehr)
- Aufbewahrungsfrist für Aufzeichnungen sowie Röntgenbilder, digitale Bilddaten und sonstige Untersuchungsdaten im Falle einer Behandlung (§ 85 Abs. StrlSchG)

## 70-Jahresfrist
- Ende des Urheberschutzes (nach Tod des Urhebers, § 64 UrhG, nach Veröffentlichung bei anonymen Werken, § 66 UrhG)

## Angemessene Frist
Ergänzend zu den gesetzlichen Fristen gibt es in verschiedenen Rechtsquellen Ermächtigungen zur Setzung behördlicher Fristen. In der Abgabenordnung werden die Finanzbehörden ermächtigt, angemessene Fristen zu setzen (z. B. §§ 27 Satz 2, 63 Abs. 4 Satz 1, 123 Abs. 1 Satz 1 AO). Das Gleiche gilt für andere Behörden (§§ 15, 17, 18, 23 Abs. 4, VwVfG) und im Sozialverwaltungsverfahren (§ 66 Abs. 3 SGB I; §§ 14, 19 Abs. 2 SGB X). Oft dienen sie dem Anspruch des Bürgers auf rechtliches Gehör nach Art. 103 GG, auch über das eigentliche gerichtliche Verfahren hinaus.
Vergleichbares gibt es auch im Privatrecht, wenn dem Schuldner eines Anspruches eine angemessene Frist zu setzen ist, z. B. nach § 264, § 280, § 308, § 323, § 455, § 910, § 1003, § 2193 oder § 2307 BGB sowie im Handelsrecht (§§ 87 Abs. 3, 95 Abs. 2, 329 Abs. 2, 412 Abs. 2, 530 Abs. 4, 539 Abs. 2 HGB). Häufig ist in der Praxis hierbei eine 2-Wochenfrist anzutreffen.